# Japán házak
A tradicionális japán házak eltérnek a nyugaton megszokott épületektől. Míg nyugaton a zömök, erős falak jellemzik az építészetet, addig Japánban a természeti katasztrófákra (földrengés, cunami) felkészülve inkább a könnyű újjáépíthetőségen és a nagy halálozási arány elkerülésén volt a hangsúly. Ennek megfelelően a házak fából és papírból készültek.

## Japán belsőépítészeti stílusok

### Sinden-zukuri és soin-zukuri
A sinden-zukuri (寝殿造, しんでんづくり) stílus a Heian-korban (平安時代, Heian dzsidai; 794-1185) a palotaépítészetéről lett híres. Sajnos szinte semmi sem maradt ránk az akkori lakberendezéssel kapcsolatban. A soin-zukuri (書院造, しょいんづくり) stílus Azucsi-Momojama-kor (安土桃山時代 Azucsi-Momojama dzsidai; 1568-1600) a katonai elit házépítészete, a mai hagyományos házak alaptípusai.   Ebben a stílusban alkalmaztak a lakásokban szögletes oszlopokat és faszerkezetet. Innen származnak a sodzsi-tolóajtók és a fuszuma-panelek, valamint a tatami.

### Szukija-zukuri

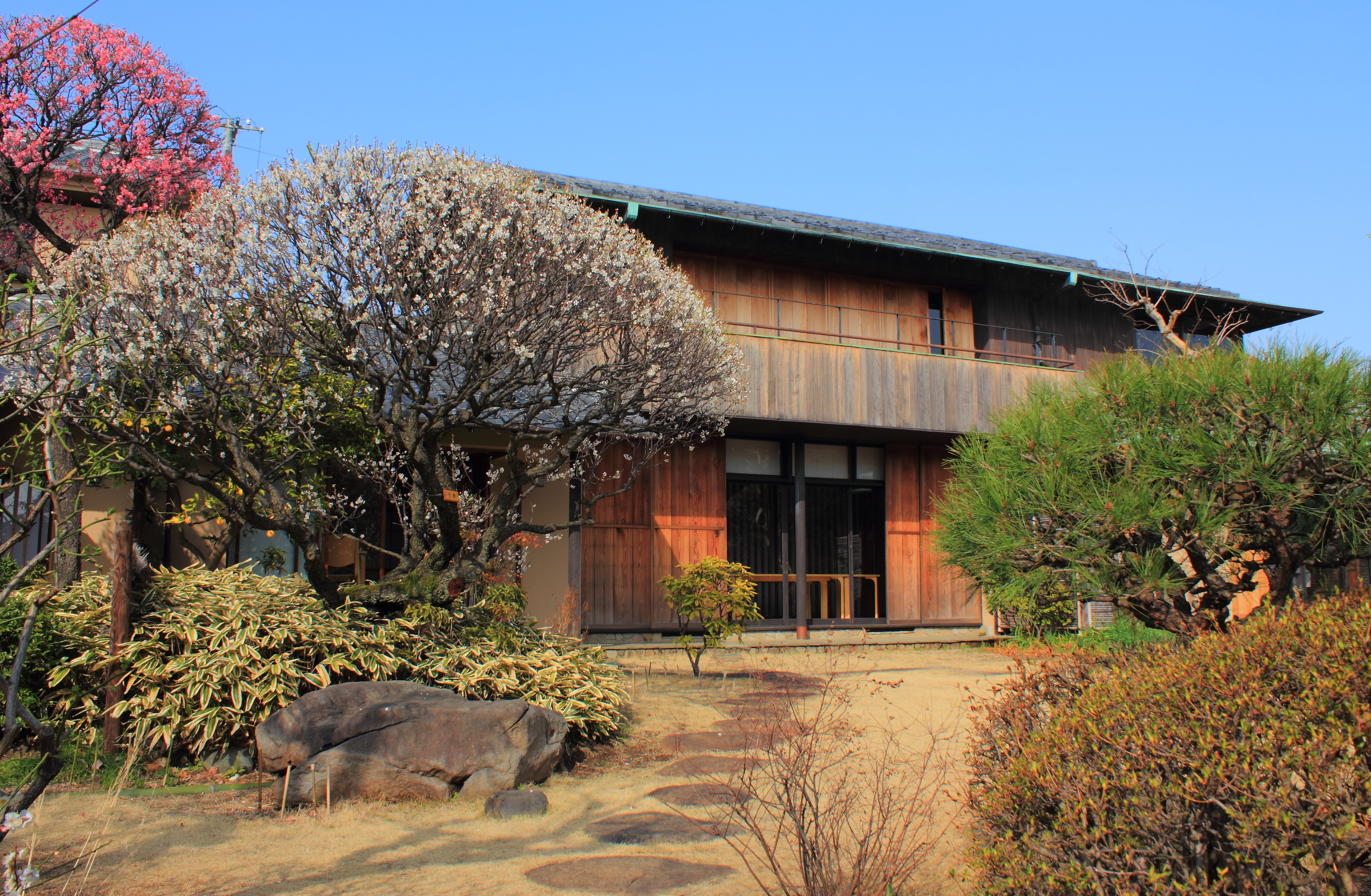
Tradicionális stílusú szukija-zukuri

A szukija-zukuri (数寄屋造, すきやづくり) stílus a tea-ceremóniák népszerűségének köszönheti, hogy világszerte elterjedt. Ebből a stílusból származnak a ma ismert ,,japános” éttermek és szobabelsők. 
A közemberek házainak döngölt padlóját évszázadokon keresztül a ráfektetett szőnyeg jellemezte. Ezt a szőnyeget ma tataminak nevezik, ami mára az egész – fadeszkás – padlót befedi. Ez a folyamat fokozatosan következett be. A mai tatami természetesen már műszálat is tartalmaz, aminek eredményeképpen könnyebben tisztítható, ugyanakkor ugyanolyan sérülékeny maradt. Ez az oka annak, hogy a tradicionális házakban sem cipőt, sem papucsot nem hordanak a beltérben, hiszen ezek megkarcolhatják a tatamit, hanem mezítláb vagy zokniban közlekednek a házban.
Maga ház váz-szerkezetes, aminek az az előnye, hogy nem teherhordók a falak. Így nagyobb alapterületű helyiségeket lehet kialakítani, amit sodzsi és fuszuma panelek segítségével kisebb terekre lehet osztani. Ezek a panelek nemcsak elválasztófalként szolgálnak, hanem díszítő funkciójuk is van. Ezért láthatunk néhány sodzsin és fuszumán kézzel festett természeti képeket.

## Tradicionális japán ház
A tradicionális japán házakban csak az előszobának, a  konyhának, a fürdőszobának és a vécének van külön tere. Innentől kezdve bármelyik helyiségből lehet nappali, étkező, hálószoba vagy vendégszoba.
A japán hagyományos házak (minka 民家;ie 家) fából, gipszvakolatból és papírból épülnek. A ház váza fa oszlop-és gerendaszerkezet, a megemelt padló (60-70 cm magasan) arra szolgál, hogy a fa ne rohadjon el és így szellőzni tudjon. Az oszlopok talpköveken helyezkednek el, ez biztosítja a földrengéskor az oszlopok rugalmas mozgását. A tetőn régen szalma burkolat volt és fazsindely, ma már tetőcserép borítja. Az épületet az esőtől a verandán túl kilógó eresz védi meg. Az eresz további funkciója, hogy beengedi a téli napsütést, de az erős nyári fényt kiereszti. Tolófalak és -ajtók (fuszuma, szódzsi) választják el a helyiségeket. Még az ablakoknak is van külső, fából készült tolólemezük (amado).

### Genkan

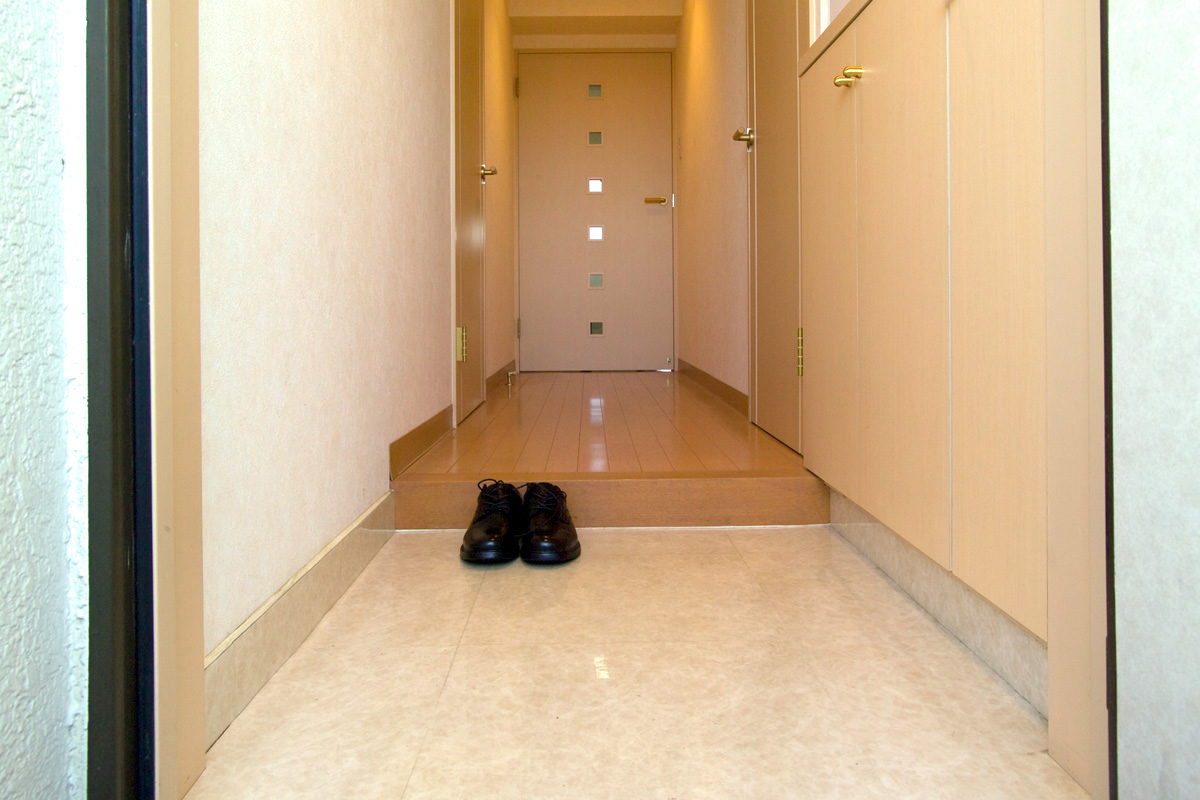
genkan egy mai házban

A japánok életfelfogását, ami a rend és a tisztaság az előszobába (genkan, 玄関) belépéskori szokások tökéletesen jellemzik. Amikor betérünk egy házba az előszobába (genkan) érkezünk. Itt a lakók és a vendégek leveszik a cipőjüket és mezítláb mennek be a hagyományos japán házakba. A cipő levételét még a legnagyobb sietségben sem felejtik el.
A genkan a verandával azonos szinten helyezkedik el, a ház többi része egy lépcsőfokkal magasabban van, ezzel is elválasztva a kinti és a benti világot.

### Konyha

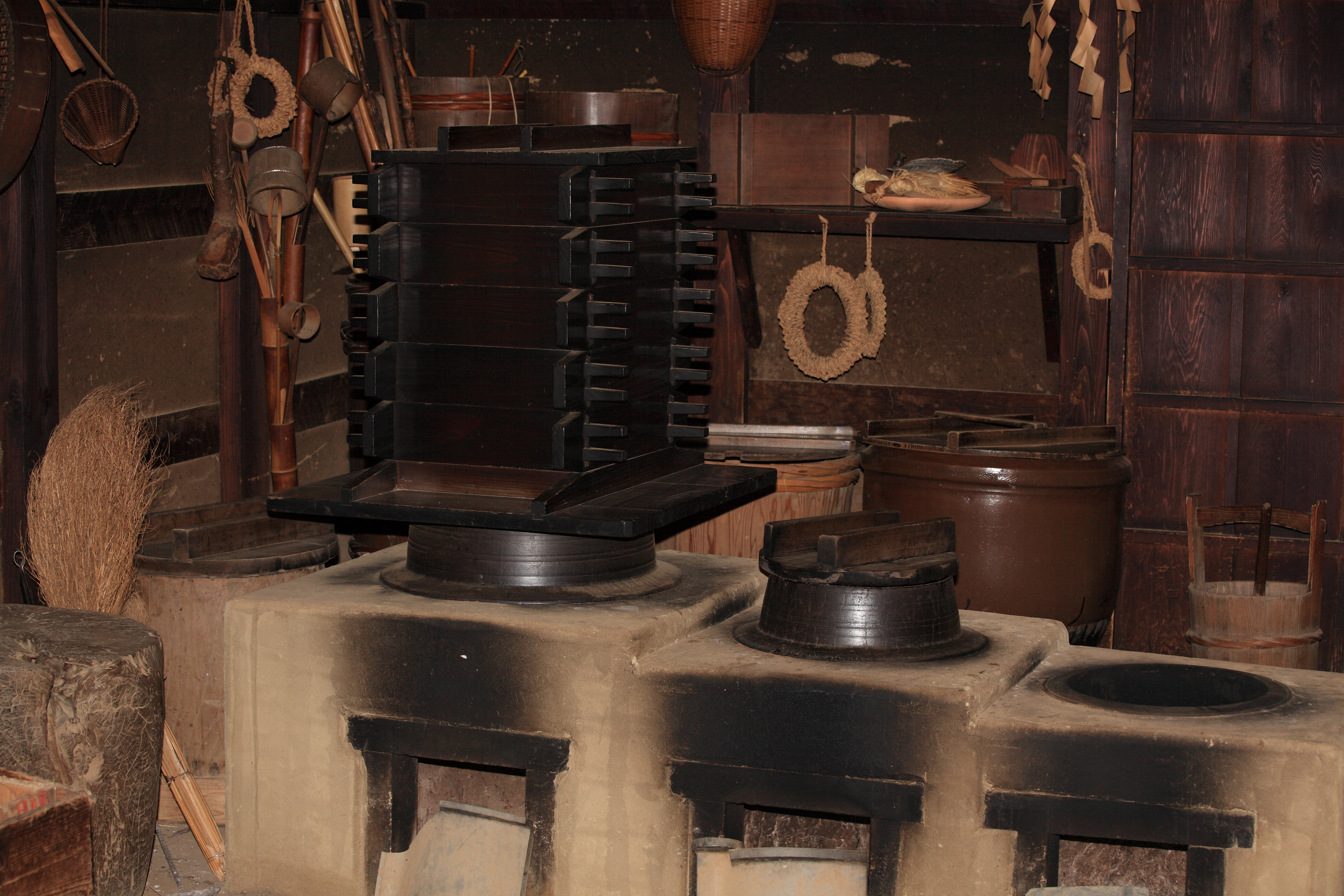
Tradicionális japán konyha

A japán konyha (dajdokoro; 台所) elnevezése a Meidzsi-korig (明治時代; mejdzsi-dzsidaj ) kamado (竈; kályha) volt. A mai konyhák elengedhetetlen tartozéka a rizsfőző. A hagyományos házak konyháiban a padló alatt van a hűtőkamra, amit egy csapóajtó rejt. Nem kell hatalmas helyiségre gondolni az egész akkorka csak, hogy némi zöldség és pár apróság fér csak bele.

### O-furo

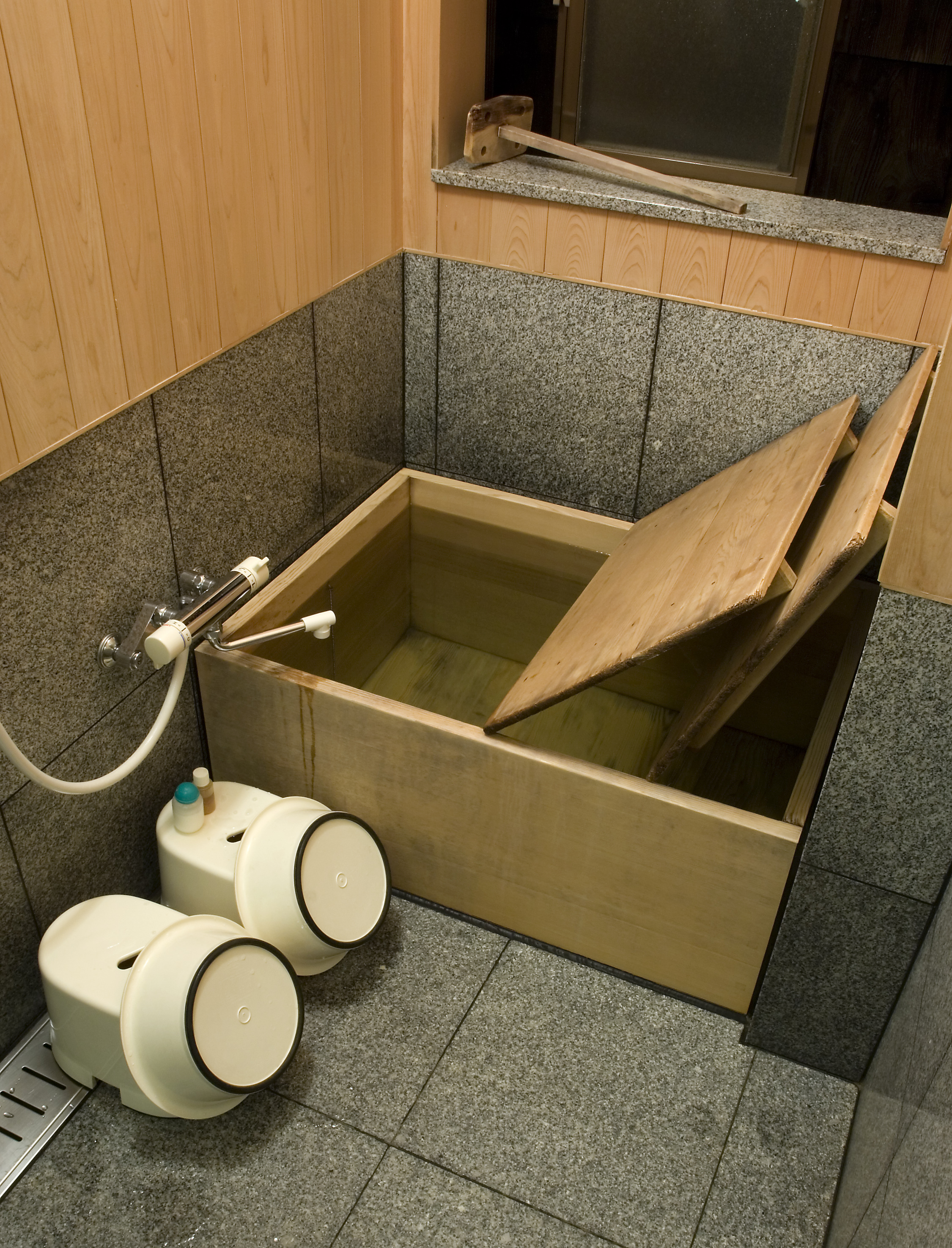
O-furo

Japánban a fürdésnek (o-furo; お風呂, fürdő) inkább meditáló szerepe van. A japán teremtésmítosz megemlíti, hogy az istenek is megfürödtek munkálkodás közben. Egyértelmű tehát, hogy a sintó egyik központi aktusaként a purifikáció ( harae 祓, miszogi 禊) – megtisztulás – is megjelenik. Mielőtt a japánok belemerülnek a relaxációt szolgáló forró vízbe, a medencén kívül (otthon a fürdőszobapadlón, közfürdőben az előtérben) megtisztálkodnak. Ha kiszállunk a kádból, de aztán újra visszamennénk, akkor újra el kell végezni a tisztálkodást. A japán fürdővíz átlagosan 40-45 fok körüli. Otthon az a szokás, hogy tisztálkodás után a családtagok ugyanazon fürdővízben áztatják magukat.

### Vasiki

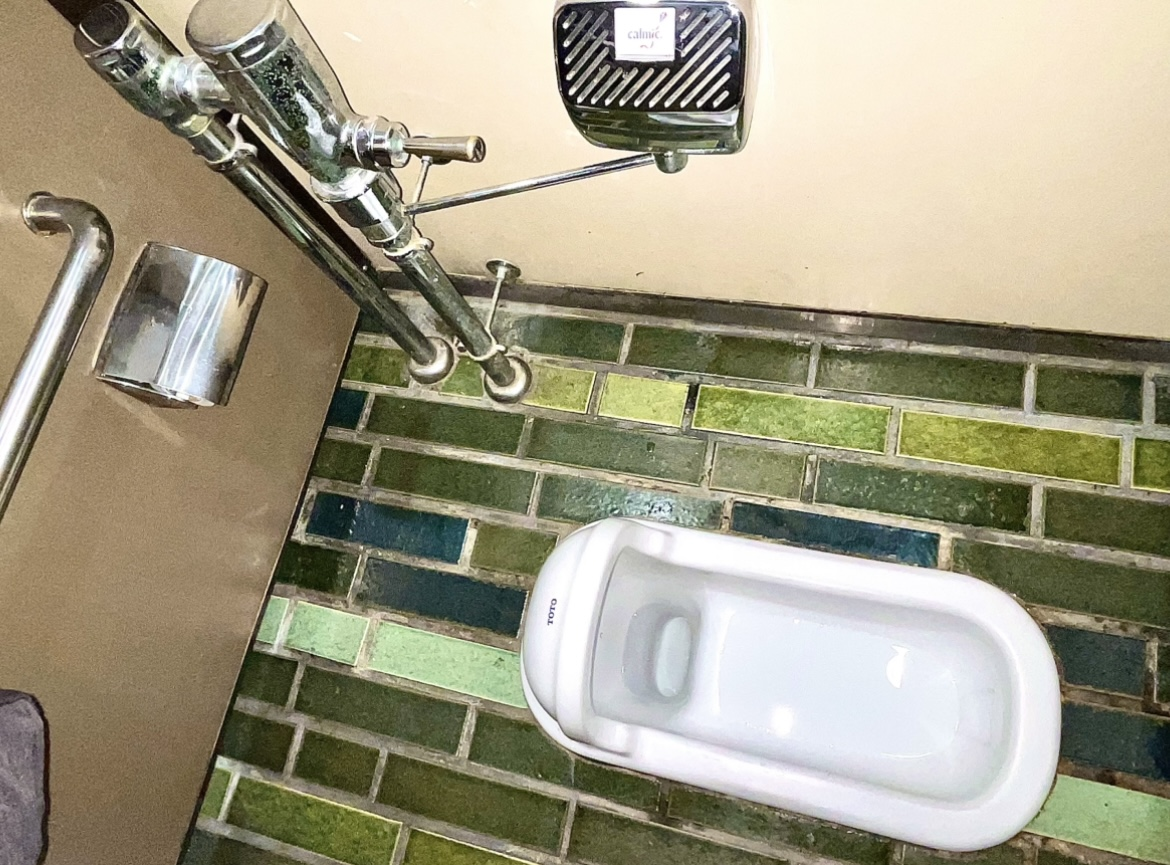
vasiki

A vasiki (和式) nem más, mint a hagyományos japán vécé. Nem csak Japánban, hanem egész Ázsiában elterjedt. Abban tér el a nyugati vécétől, hogy a vasikire nem ráülnek, hanem föléjük kell guggolni. Ezért nevezik guggolós vécének. Fontos, hogy a fallal szemben, arccal befelé, a tartály felé fordulva kell ráguggolni. Két fajtája létezik. Az egyik, egy hosszúkás porcelánedény, amit a padlóba ágyaznak. A másik fajtát is ugyanígy kell elképzelni, csak az körülbelül 30 cm-es emelkedőn van elhelyezve. Az egyensúly megtartásának érdekében a falba kapaszkodókat szerelnek fel.
Ez a vécé fajta sokkal higiénikusabb, hiszen nem ülnek rá az emberek, ezért könnyebben takarítható. Az is mellette szól, hogy állítólag a vasiki könnyebben gyártható, mint a nyugati típusú vécé és mindezek mellett víztakarékos is. Ma a japánok a nálunk is megtalálható vécé fajtát használják, de a nyilvános vécében és a vendégfogadókban még találkozhatunk a vasikivel.

### Tatami

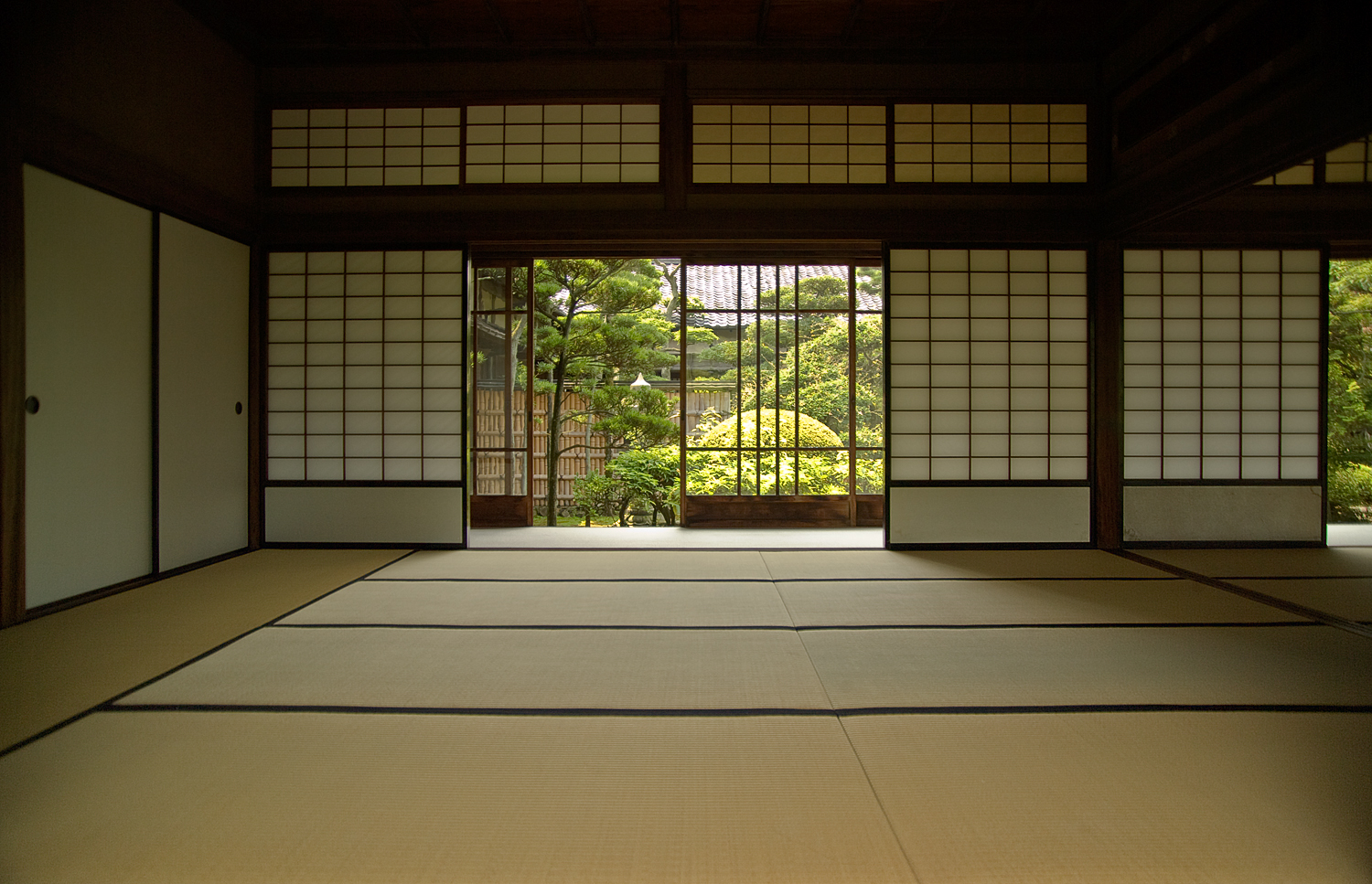
tatami-szoba sódzsival

A tatami (畳; padlógyékény) a Heian-kor (平安時代, Heian dzsidai; 792-1185) óta használatos hajtogatható vékonyságú padlózata a hagyományos japán házaknak. A hajtogathatóságára utal a tatamu (畳む összehajtani) ige is, ami megtalálható a tatami szóban. Ezt a hajlékonyságot elvesztette a Muromacsi-korban (室町時代; 1337-1573). Ettől a kortól kezdve a tatamit állandó jelleggel használták, már nem szedték fel a földről. Anyag összeállítását is megváltoztatták, ugyanis a gyékény vastag szalmaalapját halványzöldes, puha sásréteggel fedték be. Napjainkban már műanyagot is adnak az összetételéhez.
Mivel a tatami élő, szerves (préselt szalma, gyékény borítás) padlózat, ezért képes a levegőből megkötni a szén-dioxidot. Nyugtató hatása is van, hiszen infravörös hullámokat bocsát ki. Ezenkívül a gyékény magas páratartalomnál felveszi, majd alacsony páratartalomnál leadja a vizet, ezáltal klimatizáló hatása is van (nyáron hűsít, télen melegít).
A tatami nem csak a házak padlózata, hanem napjainkig a szoba alapterületének mértékegységéül is szolgál. Ebben az esetben nem tatamit, hanem dzsót (畳) ejtenek. A tatami mérete helyenként változik (Tokió környéke: 176x88 cm, Kjóto (京都) környéke: 191x95 cm, Nagoja (名古屋) körzete: 182x91 cm).A tatami átlagosan 6 cm vastag. Ezen kívül van féltatami (handzsó) és háromnegyed (daimedatami) méret is. A daimedatatim leginkább a teaházak méretmeghatározásánál alkalmazzák.
A tatami nehezen tisztítható és igen sérülékeny, ezért nem szabad cipővel és papuccsal rámenni.

### Futon

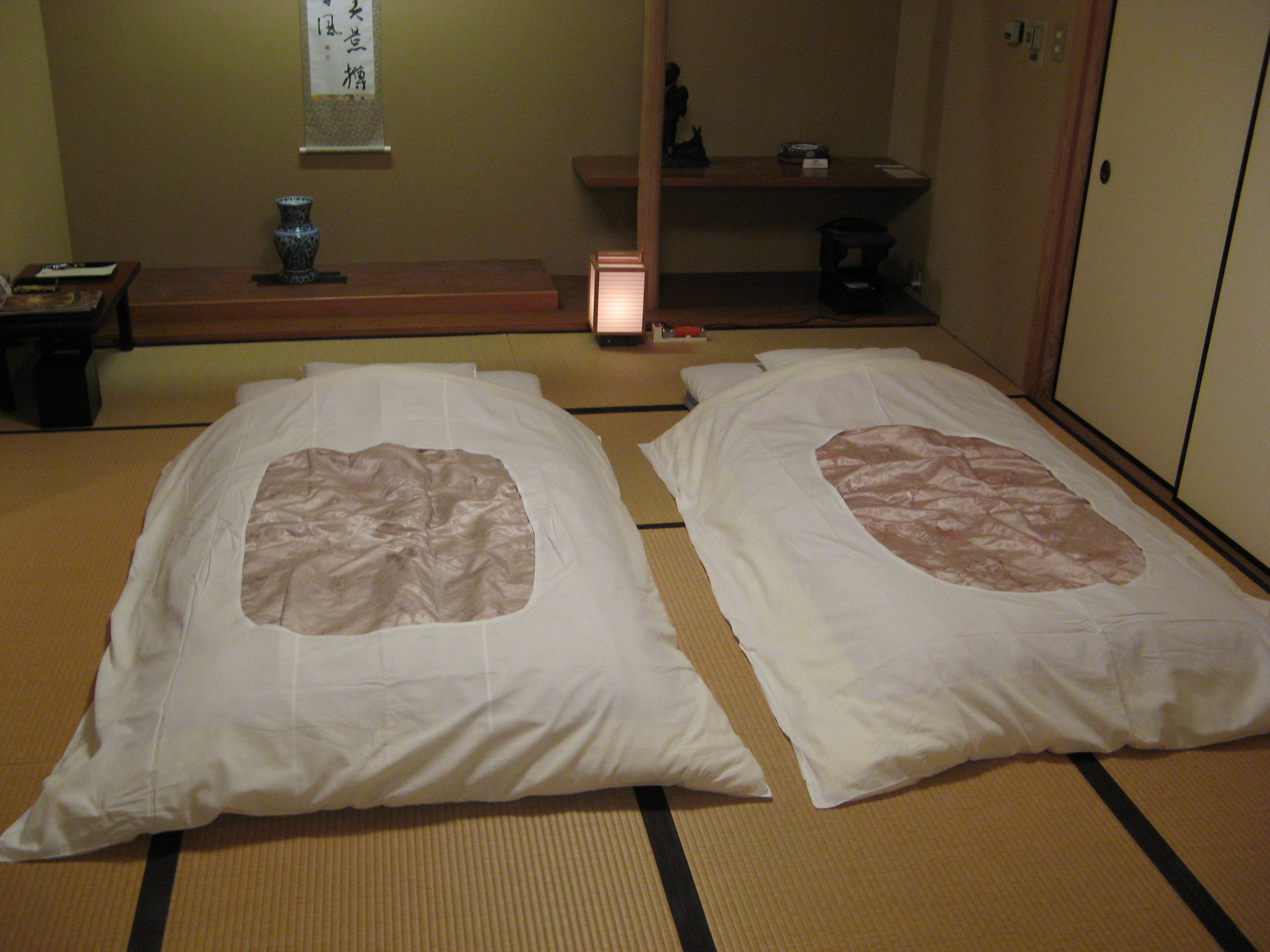
futonok kiterítve estére

A tradicionális japán ágy gyűjtőneve a futon (布団), ami csak tatami szobában használatos. A futon abban tér el a nyugati típusú ágyaktól, hogy nincs kerete. A derékaljat (sikibuton 敷き布団), ami gyapottal töltött selyem vagy vászon, közvetlenül a tatamira fektetik. A sikibuton átlagosan 10 cm vastag, 90-100 cm széles és 195-210 cm hosszú. Ebből a matracból tetszés szerint akármennyit is egymásra lehet teríteni, sőt télen a japánok ezt meg is teszik. A futon paplan része (kakebuton 掛け布団), ami szintén gyapjúval van megtöltve, átlagosan 150-170 cm széles és 210 cm hosszú. A párna (makura 枕) jóval kisebb és keményebb, mint a nyugati párnák. A futont ébredés után az erkélyen kiszellőztetik, majd nappalra elteszik a kialakított faliszekrénybe (osíre). A futonnak köszönhetően a hagyományos japán házakban nem kellett külön hálószobát kialakítani, így nappal a még éjszaka hálószobaként használt helyiséget akár étkező- vagy nappaliként is használhatták. Fontos, hogy a nyugati ágyakat tilos tatami szobában helyezni, mert felsértené a padlót. Télen fűtött futont használnak.

### Fuszuma és sódzsi

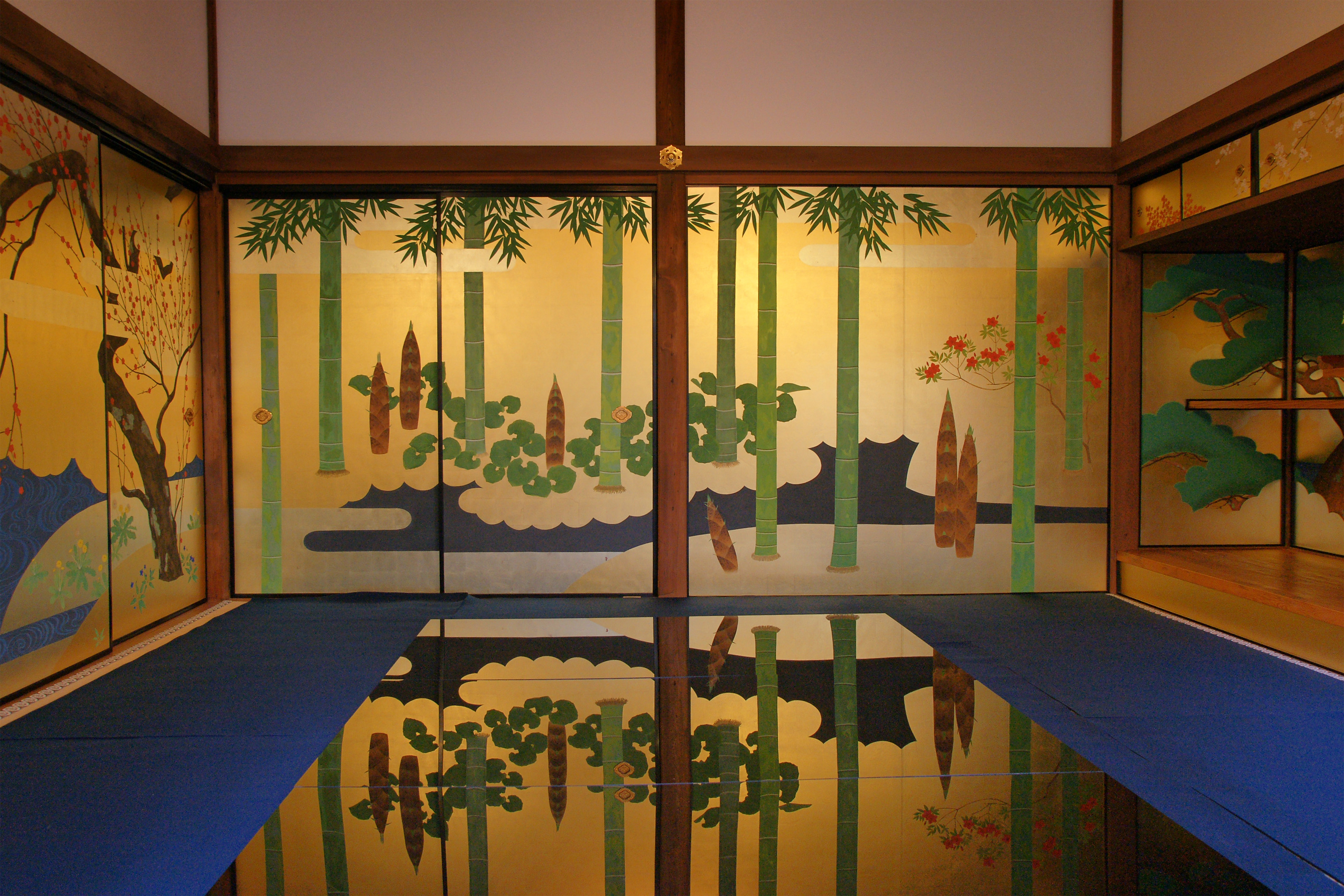
fuszuma (festett)

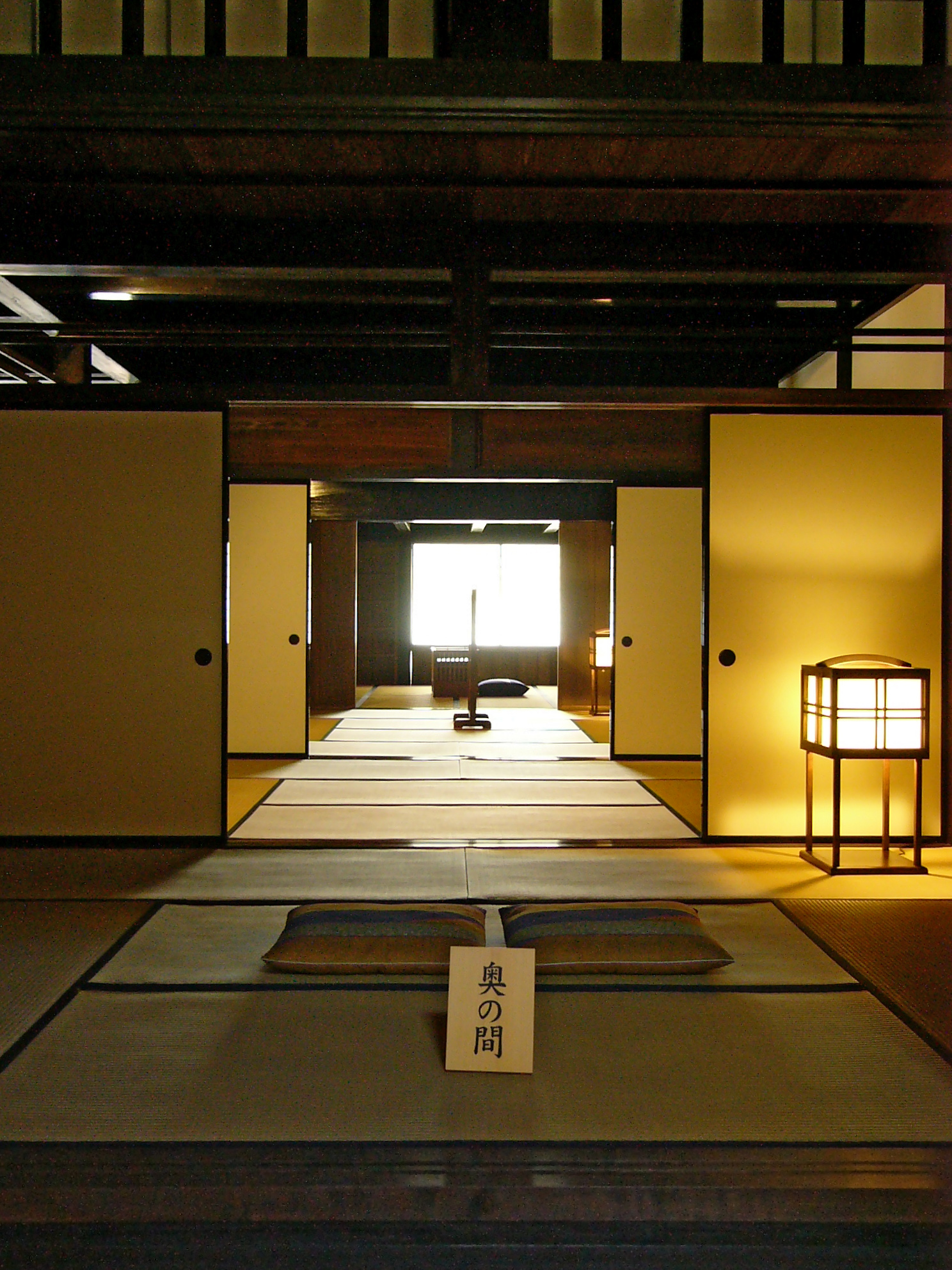
Fuszuma

A tradicionális japán házakban a falakat úgy tervezték, hogy elmozdíthatóak és átvariálhatóak legyenek. A házakban ezért tolóajtók ( fuszuma 襖; sódzsi 障子) vannak elhelyezve. Ezek fából ( cseresznyefa) és papírból készülnek.
A fuszuma ( tolófal, illetve -ajtó) a soin-zukuri stílus idején vált kedveltté. Ezek a falak és/vagy ajtók áthelyezhetőek, sőt nyáron el is távolíthatóak. Maga a fakeret átlagosan 180x90 cm nagyságú, rácsokra felosztott szerkezet. Az ajtó mindkét oldalát egyszínű vagy mintákkal díszített papírral, festményekkel vagy vászonnal fedik be. A vászonra, vagy az egyszínű papírra régen a vendégek emlékverseket írtak. Az ajtók csúsztathatók, alul-felül horonyba vannak illesztve.
A sódzsi többnyire csak a verandáknál található. Annyiban különbözik a fuszamától, hogy csak egyik oldala van rizspapírral beragasztva, így a sódzsi jóval világosabb.
A tolóajtókat szertartásosan kell kinyitni. A tolóajtóval 45 fokos szöget bezáróan le kell térdelni, a közepénél lejjebb fél vagy két kézzel meg kell fogni a keretet és térdelésben kell eltolni az ajtót. Szobába belépésnél ügyelni kell ara, hogy ne lépjünk a küszöbre majd ugyan ezzel a módszerrel újra térdelve kell bezárni az ajtót.

### Kotacu

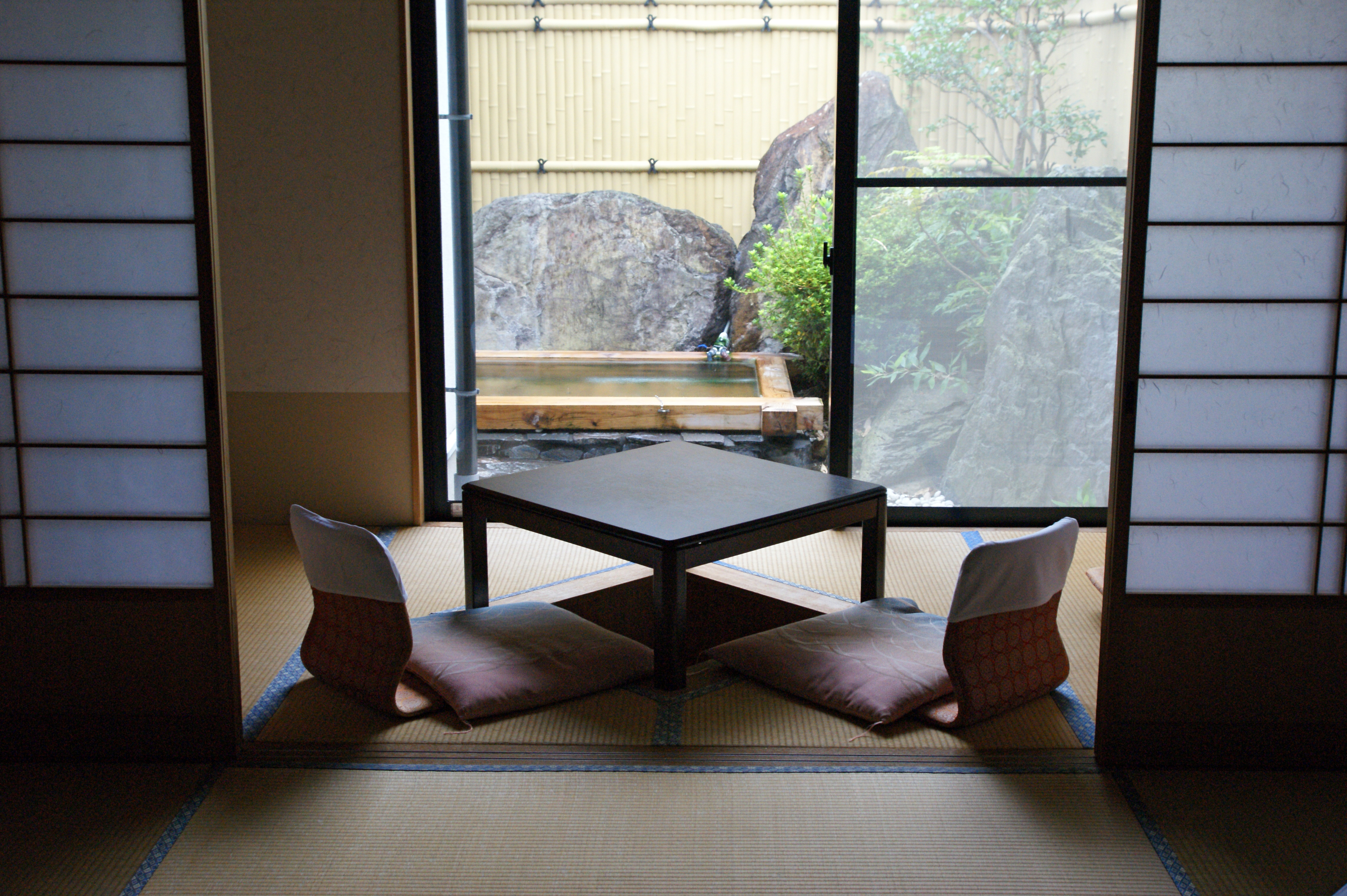
kotacu

A hagyományos japán házakban, a nagyszobában elengedhetetlen egy kotacu (炬燵 fűthető asztal). A kotacu a családi együttlét helyszíne, hiszen e köré gyűlik a család esténként, ahol beszélgetnek, tévét néznek és vacsoráznak. Régebben, ha tél volt, faszénserpenyővel (hibacsi 火鉢) fűtötték az asztalt, aminek a padlóban alakítottak ki egy mélyedést. Ma már az asztal lapjába elektromos infralámpás fűtőtestet építenek, így már ez melegíti az asztalnál ülők lábát. Egy vastagabb takaróval terítik le a kotacut. Előfordul, hogy nem a párnákon térdelnek az asztalnál, hanem a lábukat az asztal alá dugják, sőt az asztal alá is szoktak feküdni.

## Berendezés

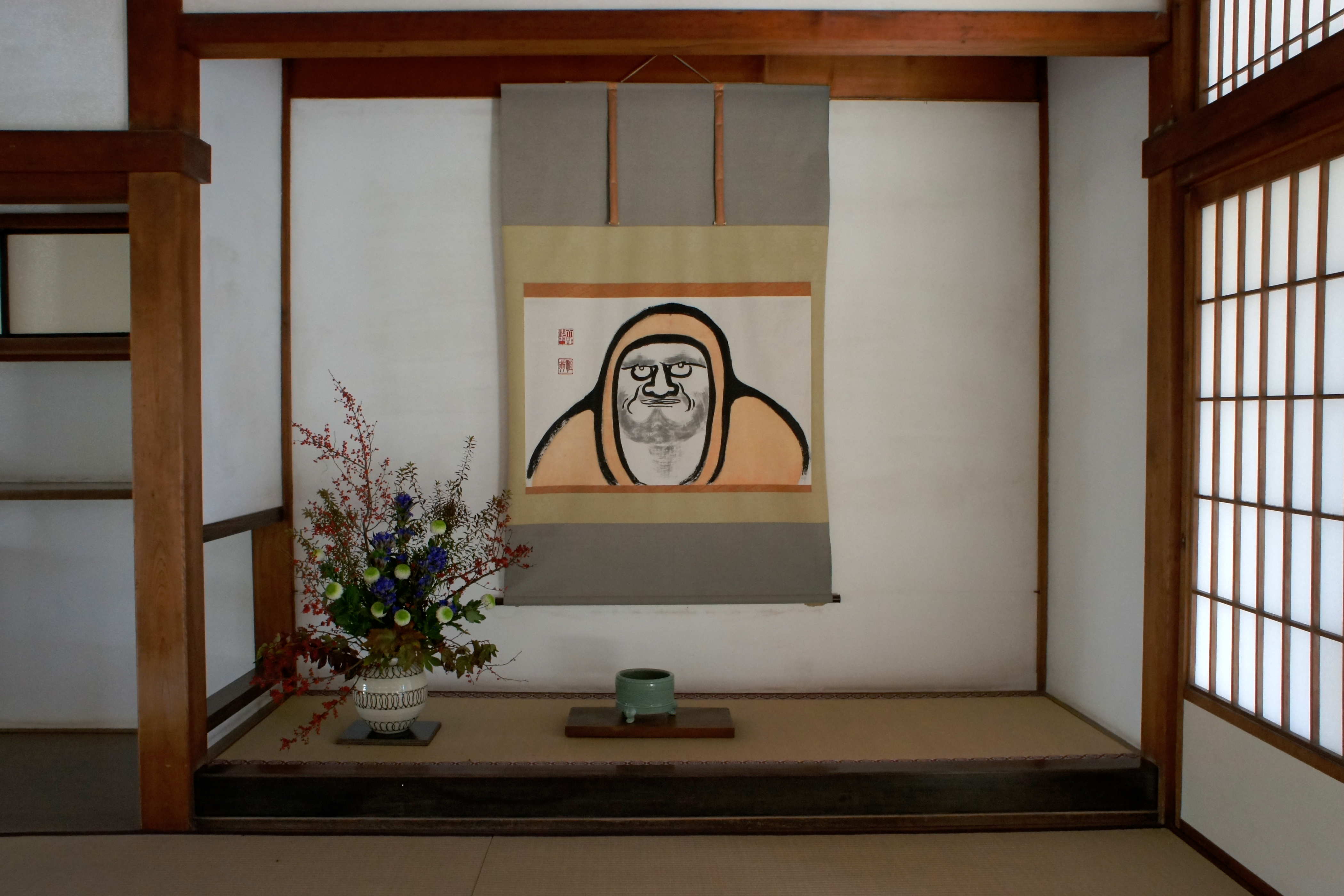
Tokonama fali tekercsképpel és Ikebanával

A japán házak berendezése minimalista, teljesen eltérő az európai megszokottól. Japánban az ellentéteknek nagy jelentősége van ( fekete tálban sok apró fehér kavics). A szobákban egy-egy asztal, párnák (zabuton 座布団) és beépített szekrények találhatók. Az ágyat (futon) csak este veszik elő, így még ezzel is helyet spórolnak. A japán házak elengedhetetlen része a tokonoma (床の間 falfülke), ami 60 cm nagyságú. Benne egy ikebana, egy fali tekercskép (kakemono 掛物) vagy egy dísztárgy található. A falak mellett fiókos tárolószekrények (tanszu 簞笥) állnak.
Míg nyugaton a falakra és ablakokra irányul a figyelem, addig Japánban a tér közepe hangsúlyos (belső kert, tea-asztal a szoba közepén, oltár stb.). A szobabelsőnek mindenképpen a távol-keleti kultúra organikusságát kell hangsúlyoznia (kövek, virágok, kalligrafikus formák és páratlan számú tárgyakból alkotott kompozíciók). A japán lakberendezésben a lényeg a harmónián van. Mindennek megvan a helye és mindennek a helyén kell lennie.

## Színvilág és textúra
A japán lakások színvilágára a semleges színek a jellemzőek. Fontos a természetes anyagok használata, ezért a lakásbelső is a természet színeit adja vissza. A falakat természetet ábrázoló festmények díszítik. Ezek egyszerűek, letisztultak és nyugalmat árasztanak.A sódzsi-panelek és lámpatartók alapját gyakran a fekete szín adja és ezt kombinálják a rizspapírral.
Textúrára a fa és a papír a jellemző. A japán stílusú házaknál a cédrus, juhar, bambusz, kő, fonott gyékény és rizspapír használata elengedhetetlen. Ezeken kívül jellemző anyagok a selyem, a tatami és az aprólékos kézimunkával készített kimonók.

## Napjainkban

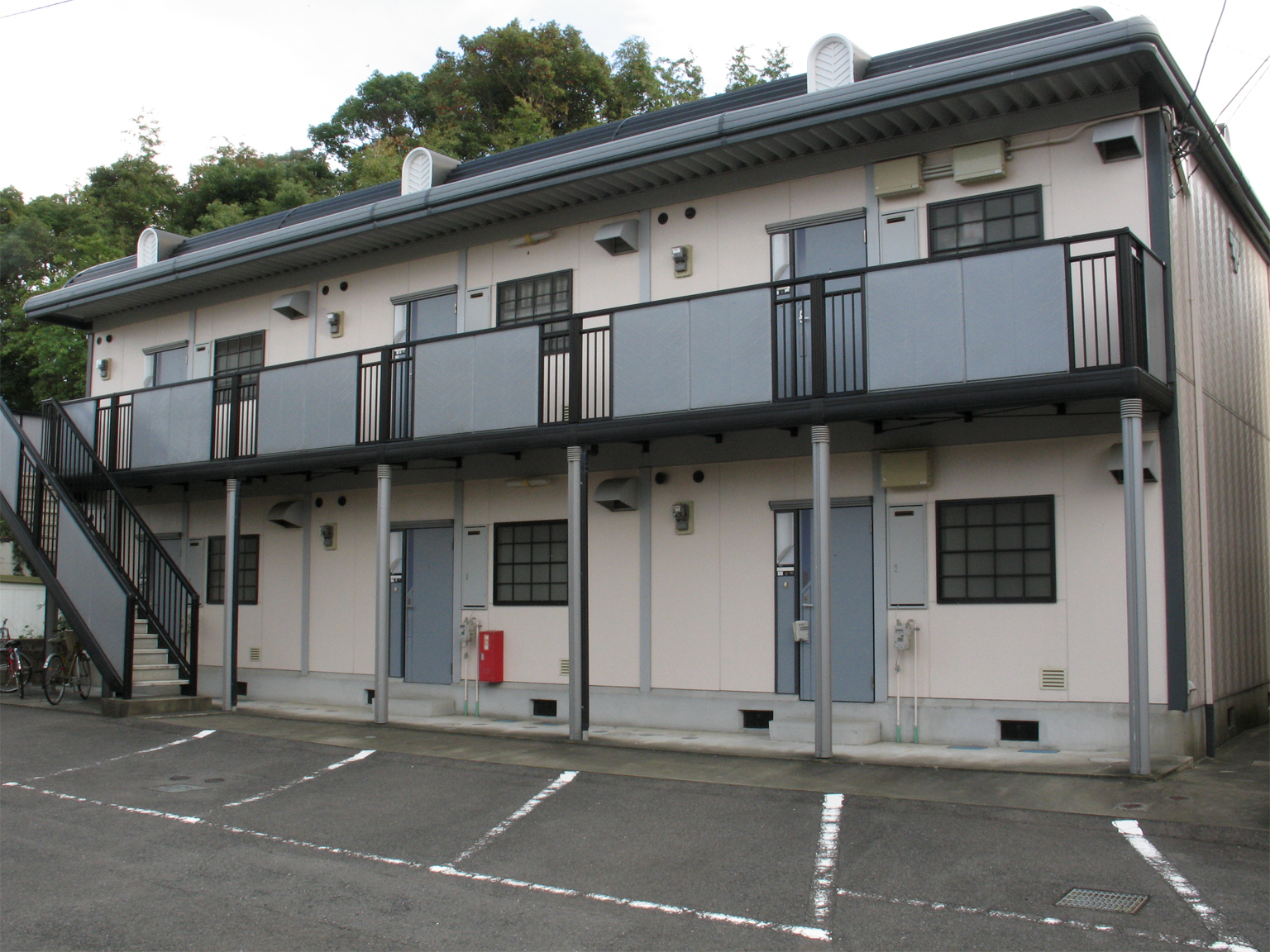
japán apartman (apáto アパート)

A 60-as évektől kezdve alig építenek hagyományos házakat Japánban. De még a bérházak (apáto アパート), a lakótelepek (dancsi) és az elegánsabb ,,öröklakások” (manson マンソン) is tartalmazzák a tradicionális házak néhány jellemzőjét. 
Mai napig nem közvetlenül a házba, hanem a genkanba (előszoba) lépünk be először. Itt ugyanúgy le kell venni a cipőnket, de már mindenképpen papucsot kell felvenni, mivel ezek a házak nyugati stílusúak, így a padló nem tatamival van borítva. Minden házban található azonban egy tatami szoba, ahova csak papucs nélkül lehet bemenni. Ezt a tradicionális magyar házakban a tisztaszobához tudnám hasonlítani. Itt nem lakik senki, ez a szoba a vendégeknek van fenntartva.
A fűtést régen hordozható kerozinkályhával oldották meg, ma már inkább légkondicionálót használnak. Az első mansonokat az állam a 60-as években, a tokiói olimpia rendezése miatt építette.  Az angolból átvett mansion szóval a méregdrága, mégis kényelmet és tágasságot sugárzó bér-, illetve társasházakat jelölik. Ezeket később magánvállalkozások építették. Ezzel szemben vannak  az államilag létesített lakótelepi házak (kódan apáto).
A közhiedelemben elterjedt, hogy Japánban az emberekre igen kis lakóterület jut. A XX. század századfordulóján az egy családra jutó lakóterület 165 m² volt, a Sóva-kor (昭和時代, Sóva dzsidai, 1926-1989) elején ez 100 m²-re, majd a 60-as években 75 m²-re csökkent, viszont 1993-ra 89 m²-re nőtt. 1993-ban az egy főre jutó lakóterület 25 m², míg Amerikában 61 m², Nagy-Britanniában 35 m².
A kis lakóterületet igazolják a kapszulahotelek (カプセルホテル kapuszeru hoteru). Mai méretük 
2m x 1m, ami igen szűkösnek mondható, igaz már tartalmaznak a fülkék beépített tévét és tartozik hozzájuk közösségi helyiség is. Ezeket a kapszulákat óradíjra is lehet bérelni. Ginza (銀座) közelében találunk 144 kapszulát, ami nem szálloda, hanem mindegyik magántulajdon. Ezek a Nakagin Kapszula Toronyházban találhatóak. Érdekesség, hogy itt van a kapszulákban fürdőkád és zuhanyzó, és meghibásodás esetén ezek a fülkék cserélhetőek. Ezeket a kapszulákat a vidéki üzletemberek használják, amikor a fővárosban akad dolguk.